# 아랍에미리트군

아랍에미리트 연방군(아랍어: القوات المسلحة لدولة الإمارات العربية المتحدة, 로마자 표기: Al-Quwwāt al-Musallaḥa li-Dawlat al-ʾImārāt al-ʿArabīyyah al-Muttaḥidah, 영어: United Arab Emirates Armed Forces)는 아랍에미리트의 정규군대이다. 또한 전직 미국 해병대 장교이자 국방장관인 제임스 매티스가 붙인 별명인 "리틀 스파르타"라고도 불린다. 이는 상대적인 규모에 비해 적극적이고 효과적인 군사적 역할과 주변 지역에서의 권력 투사 때문이었다.

## 역사
아랍에미리트 연합군은 1951년 5월 11일 창설된 "Trucial Oman Levies"로 구성되었으며 1956년 "Trucial Oman Scouts"로 이름이 변경되었다. "Trucial Oman Scouts"는 1971년 아랍에미리트에 방위군의 핵심으로 이양되었다. UAE가 창설되면서 연합방위군(UDF)이라는 연합군에 흡수되었다. 연합 방위군은 1971년 12월 27일 자예드 빈 술탄 알 나얀(Zayed bin Sultan Al Nahyan)의 명령에 따라 공식적으로 아랍에미리트 연합군으로 창설되었다.